# Martinho José Calado e Silva
Martinho José Calado e Silva (, 12 de dezembro de 1855 — Florianópolis, 6 de agosto de 1914) foi um jornalista e político brasileiro.
Nasceu em Florianópolis de pais não conhecidos. Foi colocado à porta do Hospital de Caridade junto a um lindo enxoval. Foi adotado por um capitão da Marinha, médico, que viajava muito e deixou-o aos cuidados de uma senhora preta que o educou. Frequentou boas escolas e tinha tudo o que fosse necessário, financiado pelo capitão da Marinha. Martinho era inteligente, falava o italiano corretamente e era tradutor de francês. Era jornalista, foi cônsul uruguaio e prefeito de Florianópolis por um curto período, por motivo de transição de governo. Foi prefeito de Florianópolis, de 24 de novembro a 31 de dezembro de 1892.
Era casado com Laura Carolina Demaria e tiveram os seguintes filhos: Haroldo, Laura, Petrarca, Zilda, Décia e Jairo.
Quando Martinho faleceu, o caixão dele foi carregado em carruagem com seis cavalos adornados com penachos e veludo preto. Naquele tempo, este era o modo como pessoas importantes eram transportadas até o cemitério que ficava na cabeceira da Ponte Hercílio Luz, onde este espaço nos dias de hoje é denominado de "Parque da Luz".
Martinho havia construído uma bela casa na Rua Alves de Brito. A escada da entrada era guarnecida com dois leões de mármore. Tão logo a casa ficou pronta, adquiriu um piano e violino e contratou professores particulares para os filhos. No entanto, abateu-se uma tragédia sobre sua família. Ele ficou doente, teve pneumonia e, por necessidade, venderam a casa e foram morar numa casa menor na avenida Trompowsky. Os filhos foram trabalhar para ajudar em casa. 
Uma de suas filhas, Zilda, quando se casou com Altino Flores foi morar em frente ao seu pai, na mesma rua. 
A esposa de Martinho, Sra Laura Carolina, faleceu em 1937.
Proprietário de um jornal em Desterro, com o qual Cruz e Sousa manteve estreitos laços.  Que rendeu à Calado e Silva uma homenagem do Poeta Negro em O Moleque. 
Nunca se cala o Calado
E sempre o Calado, fala
Calado que não se cala,
Nunca se cala o Calado,
Calado ser ser calado,
Calado que é tão falado...
Nunca se cala o Calado
E sempre o Calado, fala.

## Representação na cultura
É patrono da cadeira 35 da Academia Catarinense de Letras.
Em São José, cede o nome para a rua Martinho Calado.